# Saxifraga sect. Irregulares
Saxifraga sec. Irregulares es una sección del género Saxifraga. Contiene las siguientes especies:

## Especies
- Saxifraga cortusifolia Sieb. & Zucc.
- Saxifraga daqiaoensis F.G.Wang & F.W.Xing
- Saxifraga epiphylla Gornall & H.Ohba
- Saxifraga fortunei Hook.f.
- Saxifraga imparilis Balf.f.
- Saxifraga jingdonensis H.Chuang
- Saxifraga kwangsiensis Chun & How in C.Z.Gao & G.Z.Li
- Saxifraga mengtzeana Engl. & Irmsch.
- Saxifraga nipponica Makino
- Saxifraga rufescens Balf.f.
- Saxifraga sendaica Maxim.
- Saxifraga serotina Sipliv.
- Saxifraga sichotensis Gorovoj & N.S.Pavlova
- Saxifraga stolonifera Curt.)